# Juncus prominens
Juncus prominens är en tågväxtart som först beskrevs av Franz Georg Philipp Buchenau, och fick sitt nu gällande namn av Kingo Miyabe och Yoshun Kudo. Juncus prominens ingår i släktet tåg, och familjen tågväxter. Inga underarter finns listade i Catalogue of Life.